# Ingolf Pernice
Pour les articles homonymes, voir Pernice.
Ingolf Pernice est un juriste allemand, né le 6 juillet 1950 à Marbourg.

## Parcours
Pernice étudie le droit de 1969 à 1974 à Marbourg et à Genève, puis l’économie politique à Fribourg en 1975. Après une formation en études européennes au Collège d'Europe à Bruges, il devient assistant de recherches de Peter Häberle pendant un an à l’université d’Augsbourg, où il obtient son doctorat en 1978. Après une formation à l’Oberlandesgericht de Munich, il est administrateur à la Commission européenne, au sein de DG Concurrence de 1980 à 1983 puis au sein du service juridique jusqu'en 1992. Il obtient une habilitation à diriger des recherches en 1987 à l’université de Bayreuth.
En 1993, il devient professeur de droit public, de droit européen et de droit international à l’université de Francfort. Depuis 1996, Pernice enseigne à l’université Humboldt de Berlin, au sein de l’institut de Droit européen et international. Il fut également professeur invité à la Sorbonne (Paris).
En 1997, Ingolf Pernice fonde l’institut Hallstein de droit constitutionnel européen, qui a pour objet la recherche et les discussions sur les fondements, les structures et les contenus d’un régime constitutionnel européen, en s’appuyant sur des bases comparatistes. Il est actuellement directeur exécutif de l’institut. De par cette fonction, Pernice est un des responsables autorisés des Humboldt-Reden zu Europa (conférences sur l’Europe de l’université de Berlin).
Pernice est par ailleurs le directeur fondateur de l’Institut für Internet und Gesellschaft (Institut pour l’Internet et la Société).

## Distinctions
- 2006 : Docteur honoris causa de la Nouvelle université bulgare de Sofia.
- 2009 : Croix de chevalier de l’Ordre du Mérite de la République fédérale d'Allemagne.

## Sélection d’ouvrages
- Grundrechtsgehalte im europäischen Gemeinschaftsrecht. Ein Beitrag zum gemeinschaftsimmanenten Grundrechtsschutz durch den Europäischen Gerichtshof, Baden-Baden 1979 (= thèse Augsburg 1978),  (ISBN 3-7890-0432-4).
- Billigkeit und Härteklauseln im öffentlichen Recht. Grundlagen und Konturen einer Billigkeitskompetenz der Verwaltung, Baden-Baden, 1991, (= Habilitation Bayreuth 1987),  (ISBN 3-7890-2381-7).
- A constitution for the European Union. First comments on the 2003-draft of the European Convention (éd.), Baden-Baden, 2004,  (ISBN 3-8329-0646-0).
- Europa jenseits seiner Grenzen. Politologische, historische und juristische Perspektiven, Baden-Baden, 2009,  (ISBN 978-3-8329-4253-3).